# Sils im Domleschg
Sils im Domleschg (rm. Seglias) – miejscowość i gmina w Szwajcarii, w kantonie Gryzonia, w regionie Viamala.

## Demografia
W Sils im Domleschg mieszka 971 osób. W 2020 roku 17% populacji gminy stanowiły osoby urodzone poza Szwajcarią. 

## Transport
Przez teren gminy przebiegają autostrada A13 oraz droga główna nr 417. 